# Leopold August Abel

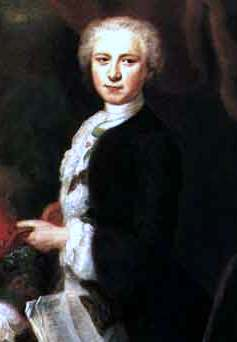
Leopold August Abel

Leopold August Abel (Köthen, 24 de marzo de 1718-Ludwigslust, 25 de agosto de 1794) fue un compositor y violinista alemán. Forma parte de una extensa familia de músicos, entre los que destacan su abuelo Clamor Heinrich Abel, su padre Christian Ferdinand Abel, y su hermano menor Karl Friedrich Abel.

## Biografía
En 1735 fue alumno de Franz Benda en la ciudad alemana de Dresde. En 1745 trabajó como violinista en la orquesta de las cortes de Brunswick, y desde 1757 hasta 1765, en las de Sonderhausen. En 1766 fue nombrado concertino en la orquesta de Brandenburg-Schwedt, para finalizar en 1770 como primer violín en la capilla del Príncipe de Mecklemburgo-Schwerin.
Tuvo dos hijos, August Christian Andreas, y Friedrich Ludwig Aemilius, también dedicados al violín. Además, su nieto Ludwig fue violinista en la ciudad suiza de Basilea y, años más tarde, en Múnich.

## Obra
Entre sus escasas composiciones cabe destacar los "24 pequeños estudios" para violín, además de su "Sinfonía en D" escrita en 1776 y su "arpeggien" para dicho instrumento.
- Datos: Q2665908
- Multimedia: Leopold August Abel / Q2665908